# نصير أباد كركابود (بيش كوه زلاغي)
نصیر أباد کرکابود (بالفارسية: ناصرآباد کرکبود) هي قرية تقع في إيران في قسم بیش کوه زلاغي الریفي.